# محموله عجیب (فیلم ۱۹۴۰)
محموله عجیب (انگلیسی: Strange Cargo) فیلمی آمریکایی به کارگردانی فرانک بورزیگی است که در سال ۱۹۴۰ منتشر شد.

## بازیگران
- جوآن کراوفورد
- کلارک گیبل
- ایان هانتر
- پیتر لوری
- پل لوکاس
- آلبرت دکر
- ادواردو چانلی
- ویکتور وارکونی
- ویلیام ادموندز
- ریچارد کریمر
- برنارد ندل
- باد فاین